# Sciaphila purpurea
Sciaphila purpurea är en enhjärtbladig växtart som beskrevs av George Bentham. Sciaphila purpurea ingår i släktet Sciaphila och familjen Triuridaceae. Inga underarter finns listade.